# Notocerura swierstrae
Notocerura swierstrae är en fjärilsart som beskrevs av William Lucas Distant 1902. Notocerura swierstrae ingår i släktet Notocerura och familjen tandspinnare. Inga underarter finns listade i Catalogue of Life.